# ザ・スーパーマリオブラザーズ・ムービー (サウンドトラック)
『ザ・スーパーマリオブラザーズ・ムービー サウンドトラック』は、2023年に任天堂のビデオゲーム『マリオシリーズ』をベースとして製作された 同名の映画のサウンドトラック。長年マリオシリーズの音楽を手掛ける任天堂の近藤浩治の協力のもと、オリジナルのゲーム音楽をリミックスしたオーケストラによる楽曲をはじめ、映画内の劇伴はほとんどブライアン・タイラーによって作曲されている。映画では未使用だったタイラーの楽曲以外に、英語版（字幕版）でクッパの声優を務めたジャック・ブラックが劇中で歌っている『ピーチス』も収録されている。
なお映画で使われた挿入歌であるa-haの『テイク・オン・ミー』やボニー・タイラーの『ホールディング・アウト・フォー・ア・ヒーロー』など80年代の洋楽や、一部の任天堂ゲームの楽曲なども収録されていないものがある。（後述を参照）
このサウンドトラックは批評家から概ね高い評価を受け、タイラーによる近藤のゲーム音楽の演出を称賛した。
欧米での映画公開日である2023年4月5日から2日後の4月7日に、 バック・ロット・ミュージックからデジタル版がリリースされ、後日iam8bitよりCD・LPレコード・カセットテープが発売された。

## 概要
2022年10月6日の『ザ・スーパーマリオブラザーズ・ムービー Direct』の中でイルミネーションのクリス・メレダンドリは、ブライアン・タイラーが近藤浩治と協力して映画音楽に取り組み（動画公開の）11日後には録音予定だと公表した。レコーディングは2022年10月にワーナー・ブラザースのイーストウッド・スコアリング・ステージで行われた
。タイラーは映画『ワイルド・スピードシリーズ 』や 2011年のビデオゲーム『コール オブ デューティ モダン・ウォーフェア3』の音楽、2018年以降の『 F1世界選手権公式テーマ』の作曲など壮大なオーケストラ楽曲で知られているが、映画音楽を聴いて育ったのと同様に『スーパーマリオブラザーズ』や『マリオカート』、『ドンキーコング』などのゲームも子供時代にプレイしているマリオファンでもあり「これは特別な任務だった」と語っている。

## 制作

### 制作背景
タイラーがこの映画に取り組むことになった過程を次のように説明している。2022年のディズニー映画『チップとデールの大作戦 レスキュー・レンジャーズ』の音楽を担当したタイラーがリリースを宣伝するインタビューで、「アニメーション作品やビデオゲームが大好きだったため、サウンドトラックの制作がどれほど楽しかったか」について語った。するとマリオ映画の制作に携わっている人が、たまたまタイラーの音楽ファンでインタビューを読み連絡してきてくれたとの事。その数週間後には、映画監督のアーロン・ホーバスとマイケル・イェレニック、そしてマリオの生みの親の宮本茂とマリオシリーズの作曲家近藤浩治とZoomで通話をした。
「子供の頃持っていたゲーム雑誌に、宮本の写真がたくさん載っていたのを覚えている。（宮本と近藤は）スーパースターのような人たちで、これが本当に重要なことだと理解し『失望させるわけにはいかない』と思った。」と当初の気持ちを語っている。

### サウンド
ビデオゲームを映画化した作品は音楽を含みオリジナルの原作から逸脱し、ファンが連想する象徴的なテーマの多くが置き去りにされることがあるが、タイラーは『ザ・スーパーマリオブラザーズ・ムービー』のスコアを「実際のゲームを本当に尊重し、感情的に結びつける」ことを望んでいた。新しい音楽はたとえ4秒しか聴いていなくても『マリオだと認識する』ような懐かしさを感じるものでなければならないと思ったとの事。使用されたマリオシリーズのゲーム音楽は『スーパーマリオブラザーズ』『スーパーマリオブラザーズ3』『スーパーマリオ64』『ドンキーコング』などで、その他のマリオゲームからもライトモチーフを参照している。彼は近藤のテーマをより抽象的なサウンドとして再配置し、ヒップホップ、ジャズ、8ビットサウンドへの懐かしさを伴う「レトロかつ最新のサウンド」の両方に聞こえるようにしたという。
マリオのゲーム音楽は実に「136箇所」も散りばめられてるといい、イースターエッグ（トリビア）的なサウンドもミックスされている。これほどまでに情熱を注いだ理由はタイラーが何十年にもわたってビデオゲームをプレイしていてゲーム音楽に強い愛着を抱いていた為である。1981年にアーケードゲームの『ドンキーコング』をプレイして以来『スーパーマリオブラザーズ』『マリオカート』もタイラーの身近なモノだった。彼は「DNAに任天堂の音楽が組み込まれていない人がこの映画の音楽を担当することは不可能だ。なぜなら（参考にする音楽が）あまりにもたくさんあるから。」と語っている。
だがタイラーのスコアがすべてマリオのゲーム音楽のリミックスやアレンジで構成されてるわけではなく、大部分はタイラーが作曲したオリジナル音楽である。ゲームのテーマではカバーされないシーン、例えば悲しい瞬間やロマンティックなシーンなどに音楽をコミュニケーション手段として使用しており、これは感情を伝え、行動を促し、言葉なしで観客に語りかける方法である。彼は多くの時間を費やし「登場人物に合わせた音楽を、ストーリーに対し感情的に作用させる」方法を見つけ出したという。テーマとメロディは同じでコードの構造を変更させるというモノで、例えばピーチ姫のテーマは「美しく勝利を収めた」メロディーを持ちながらも必要に応じて簡単に暗くなったりハッピーになったりできる。このテーマはピーチ姫がヒーロー的な雰囲気を感じさせ彼女がどのようにリーダーであり軍隊を指揮できるのか、それと同時にマリオとの関係（ピーチがマリオのコーチである）を理解してもらうために力強いテーマになっているが、後半は美しくエモーショナルである。スコアは壮大で、オーケストラがあり、合唱団、バンド、イタリアの楽器、アコーディオン、アコースティックドラム、マンドリン、そして口笛を吹く人間の声があり、8ビットサウンドを使用している。タイラーの目標は1982年の映画『E.T.』（ ジョン・ウィリアムズが音楽を担当）のようにスコアが機能することだとインタビューに答えている。

### 任天堂チームの関与
近藤は映画の様々なシーンに合うと思ったゲーム音楽のリストを提供し、タイラーから予想外の曲探し（マリオカートの待合室BGMなど）に応えるよう努め、「このゲーム音楽を使って」という指示はとくに何も与えず、タイラーにコントロールを任せたという。その理由は特定のシーンでゲーム音楽が流れることにより、ゲームの事を思い出し映画を見ているのに心が離れてしまうのを避けたかったとの事。宮本はタイラーに「映画のジャングルの部分で『ドンキーコング』の音楽や効果音をたくさん追加してもらった。」と明かした。
映画の中で『テイク・オン・ミー』などのライセンス取得した曲とタイラーの楽曲とのバランスに関して近藤は「彼らは映画に完璧にマッチするよう構成してくれた。」と答えた。宮本によると映画には一時的にライセンス曲が配置されていて、映画のために作られた楽曲に置き換えようとしたが、ライセンス曲の方がより効果的だと感じたシーンもあったのでそれらはそのまま残したという。その理由について「この映画のための楽曲（任天堂の音楽も含む）には歌詞やボーカルがなく映画音楽として違和感があるかもと思い、叙情的なボーカルの力を取り入れよう」とライセンス楽曲を利用したとの事。
クッパが『ピーチス』をピアノで弾き語りするシーンはイルミネーションからの提案で、当初はクッパの歌うシーンはなかったという。宮本曰くジャック・ブラックが「めちゃめちゃノリノリ」で、ライブ感があってよかったと感想を述べている。近藤は制作に関与してなかったが「ブラックは素晴らしい歌唱力と声を持ってると思う。彼が歌うたびに笑ってしまった。」と語っている。

## プロモーションとリリース

### プロモーション
『ピーチス』
この曲は2023年4月7日に英語版で2つのミュージックビデオが公開された。ひとつは、ミュージックビデオ配信チャンネルのリリカル・レモネード にて公開された、クッパのラブソング『ピーチス』をジャック・ブラックがピアノで弾き語りするミュージックビデオ。ブラックはクッパの甲羅のカラーをイメージしたグリーンのスーツに、クッパの髪色に似せたオレンジ色のウィッグを付け登場している。このビデオを監督したコール・ベネットによるとスーツはクッパとエルトン・ジョンからインスピレーションを得たという。2023年4月10日には、YouTubeのトレンドページで第2位にランクイン。その後、4月13日までに全米でストリーミングが580万回、6,000ダウンロードを記録、ピーク時にはBillboard Hot 100で56位をマークした。もうひとつのビデオは映画のカットシーンで構成されていて、クッパがピアノを演奏しながら熱唱してるシーン中心のミュージックビデオになっている。このビデオも同日にイルミネーションの公式チャンネルで公開された。
およそ1ヶ月後、日本でも映画が封切られジャック・ブラックの『ピーチス』が話題になりSpotifyでは5月4日付のデイリーバイラルチャート(Japan)で初登場1位を獲得。以降5月13日付の同チャートまで不動の首位をキープしSpotifyで5200万再生を突破（5月15日現在）した。日本語版は2023年5月16日にYouTubeのイルミネーション日本公式チャンネルや『ザ・スーパーマリオブラザーズ・ムービー』のX ( 旧Twitter )公式で公開された。声優三宅健太が演じるクッパが『ピーチス』を熱唱している。
『Mario Brothers Rap』
2023年2月13日にアメリカで行われたNFLの優勝決定戦であるスーパーボウルのテレビCMで初登場した映画のプロモーションビデオで使われたのが『Mario Brothers Rap』。スーパーボウルの後にX（旧Twitter）やイルミネーション公式YouTubeチャンネルでも公開されたが、このビデオは劇中でマリオとルイージが営む配管工事業のCMが流れるシーンである。
この曲は、1989年から1991年にかけて北米をはじめヨーロッパや南米各国で放送された、実写兼アニメシリーズ「The Super Mario Bros. Super Show!」のオープニング曲で知られており、番組終了後も各国で再放送
やホームビデオ化されている。

### リリース
『ザ・スーパーマリオブラザーズ・ムービー サウンドトラック』は欧米での映画公開日である2023年4月5日から2日後の4月7日に、 バック・ロット・ミュージックから全37曲がデジタル配信されている。フィジカルリリースは後日 iam8bitより、アルバムのCD・LPレコード・カセットテープと、7インチシングルレコードが発売されるとアナウンスされた。
デジタル配信されているのは全37曲だがCD・LPレコード・カセットテープは全36曲で、Ali Deeの『Mario Brothers Rap』が未収録であり曲順も若干の違いがある。2023年12月末に発売の7インチレコード盤には『ピーチス』と一緒に『Mario Brothers Rap』が収録されている。国内盤はローリング内沢による解説と歌詞・対訳が掲載されたライナー・ノーツ、帯が付属する。0色付きの行0は国内盤。
| フォーマット                        | 発売日        | レーベル                     | 曲数 | 価格 (税込)    | 品番            | 備考                                                                         | 出典          |
| ----------------------------------- | ------------- | ---------------------------- | ---- | -------------- | --------------- | ---------------------------------------------------------------------------- | ------------- |
| デジタルダウンロード ストリーミング | 2023年4月7日  | バック・ロット・ミュージック | 37曲 | サービスによる | -               | 配信先: Amazon music、Apple Music、Spotify、TIDAL、YouTube (2023年12月現在） | [ 37 ] [ 41 ] |
| CD【国内盤】                        | 2023年8月23日 | iam8bit                      | 36曲 | 3,500円        | UMA 9145-9146   | 2枚組 歌詞・対訳と日本語解説・帯付き                                         | [ 8 ] [ 38 ]  |
| CD                                  | 2023年8月末   | iam8bit                      | 36曲 | 2,900円        | AMT 13193 84554 | 2枚組                                                                        | [ 8 ] [ 38 ]  |
| LPレコード                          | 2023年8月末   | iam8bit                      | 36曲 | 9,976円        | 8BIT-8199       | 赤と緑のカラーレコード2枚組                                                  | [ 8 ] [ 38 ]  |
| LPレコード【国内盤】                | 2023年9月13日 | iam8bit                      | 36曲 | 7,300円        | PINC-1230       | 赤と緑のカラーレコード2枚組 歌詞・対訳と日本語解説・帯付き                   | [ 8 ] [ 38 ]  |
| LPレコード                          | 2023年12月末  | iam8bit                      | 36曲 | 7,300円        | 8BIT-8199       | ピンクとイエローのカラーレコード2枚組                                        | [ 8 ] [ 38 ]  |
| カセットテープ                      | 2023年12月末  | iam8bit                      | 36曲 | 3,200円        | 8BIT-8899-CS    | カセットの色は赤か緑どちらかのランダム配送                                   | [ 8 ] [ 38 ]  |
| 7インチレコード                     | 2023年12月末  | iam8bit                      | 2曲  | 3,200円        | 8BIT-8899-7     | 『ピーチス (Peaches)』と『Mario Brothers Rap』が収録                         | [ 8 ] [ 38 ]  |

## 評価
Filmtracks.comは、「オーケストラと8ビットのインスピレーションを融合させるという目標を見事に達成している。タイラーの調整の努力として大いに賞賛に値する。」と5点中4点を付けた。Soundtrack Universeは「アルバムは4分の3あたりから退屈になり始めるが、タイラーの絶え間ないエネルギーと創造性のおかげで、約90分のアルバムはあっという間だ。タイラーによる3つの堅実なメインテーマ曲、素晴らしいオーケストレーション、そしてマリオシリーズのレガシー・テーマという3つの要素のインテリジェントな統合など、タイラーの努力は高く評価できる。」と評した。Zanobard Reviewsは「近藤の古典的なテーマとタイラー自身の真新しいテーマを幅広く織り交ぜる手法は、驚くべきもので最後まで聴くのが絶対的な喜びだ。これはタイラーのこれまでで最高かもしれない。」と高く評価している。
ハリウッド・レポーターの Frank Scheckは「映画同様にタイラーの熱狂的なサウンドトラックは、作曲家・近藤浩治によるゲームの音楽テーマを巧みにリフしており、適切な伴奏を提供している。」とコメントしている。ジ・エスケイピストの Marty Slivaは「タイラーはマリオシリーズの音楽の魔法で、素晴らしい効果をもたらせている事は注目に値する。この音楽のパワーは、コアなマリオのゲームの枠を超えるほど広大だ。」と称賛した。音楽評論家のJonathan Broxton は「マリオファンならこのスコアを楽しめるのは間違いないだろう。[ ... ] タイラーが近藤の音楽に愛情を込めてオマージュを捧げたことは、任天堂の伝統に対する深い敬意を示しており素晴らしいことだ。マリオのテーマ曲にあまり馴染みのない私のような人も、タイラーの熱意、ダイナミズム、遊び心に魅了されるはずだ。」と評価した。

## 収録曲

### トラックリスト
以下はデジタル配信のトラックリスト
| No. | 0タイトル                                      | 時間 |
| --- | ---------------------------------------------- | ---- |
| 1.  | Super Mario Bros. Opus                         | 6:42 |
| 2.  | Press Start                                    | 2:38 |
| 3.  | King of the Koopas                             | 3:34 |
| 4.  | Plumbin' Ain't Easy                            | 1:17 |
| 5.  | It's a Dog Eat Plumber World                   | 1:16 |
| 6.  | Saving Brooklyn                                | 1:48 |
| 7.  | The Warp Pipe                                  | 2:06 |
| 8.  | Strange New World                              | 2:04 |
| 9.  | The Darklands                                  | 2:21 |
| 10. | Welcome to the Mushroom Kingdom                | 2:19 |
| 11. | 2 Player Game                                  | 5:08 |
| 12. | The Mushroom Council                           | 2:08 |
| 13. | The Plumber and the Peach                      | 1:22 |
| 14. | Platforming Princess                           | 1:40 |
| 15. | World 1-1                                      | 2:35 |
| 16. | The Adventure Begins                           | 3:05 |
| 17. | Peaches｜ピーチス 〈 歌：ジャック・ブラック 〉 | 1:36 |
| 18. | Lost and Crowned                               | 1:40 |
| 19. | Imprisoned                                     | 2:55 |

| No. | 0タイトル                            | 時間 |
| --- | ------------------------------------ | ---- |
| 20. | Courting the Kongs                   | 2:01 |
| 21. | Drivin' Me Bananas                   | 1:21 |
| 22. | Rumble in the Jungle                 | 4:00 |
| 23. | Karts!                               | 1:52 |
| 24. | Practice Makes Perfect               | 1:01 |
| 25. | Buckle Up                            | 1:32 |
| 26. | Rainbow Road Rage                    | 3:32 |
| 27. | Blue Shelled                         | 2:27 |
| 28. | An Indecent Proposal                 | 3:25 |
| 29. | The Belly of the Beast               | 1:24 |
| 30. | Fighting Tooth and Veil              | 3:46 |
| 31. | Tactical Tanooki                     | 2:23 |
| 32. | Mario Brothers Rap 〈 歌：Ali Dee 〉 | 0:59 |
| 33. | Grapple in the Big Apple             | 3:41 |
| 34. | Superstars                           | 1:40 |
| 35. | The Super Mario Brothers             | 1:28 |
| 36. | Bonus Level                          | 1:02 |
| 37. | Level Complete                       | 2:33 |

|  | 合計時間 : | 88:21 |

### 楽曲詳細
デジタル配信の曲順でリスト化。参照されたゲーム曲と、映画のシーンのどの部分で演奏されたかを記述。ゲーム曲の作曲家が不明な場合は、"ゲームの作曲担当者全員を斜体で記述。"
- [SMB1=スーパーマリオブラザーズ、SMB3=スーパーマリオブラザーズ3、ワールド=スーパーマリオワールド、USA=スーパーマリオUSA、New=New スーパーマリオブラザーズ、New-Wii=New スーパーマリオブラザーズ Wii、M64=スーパーマリオ64、ギャラクシー=スーパーマリオギャラクシー、3Dワールド=スーパーマリオ3Dワールド、オデッセイ=スーパーマリオオデッセイ、MK1=スーパーマリオカート、MK8=マリオカート8、ドクマリ=ドクターマリオ、MRPG=マリオRPG、マリパ1=マリオパーティ、ルイマン1=ルイージマンション、オリガミ=ペーパーマリオ オリガミキング、SDK=スーパードンキーコング、DK64=ドンキーコング64、DKR=ドンキーコングリターンズ

| #   | タイトル                        | 時間 | レファレンス | レファレンス                                                                           | レファレンス                                           | 備考 |
| #   | タイトル                        | 時間 | ゲーム       | タイトル                                                                               | 作曲・編曲                                             | 備考 |
|     | 0                               |      |              |                                                                                        |                                                        | |
| --- | ------------------------------- | ---- | ------------ | -------------------------------------------------------------------------------------- | ------------------------------------------------------ | --- |
| 1.  | Super Mario Bros. Opus          | 6:42 | SMB1         | 地上BGM                                                                                | 近藤浩治                                               | エンドロール後半で演奏される。 |
| 1.  | Super Mario Bros. Opus          | 6:42 | SMB1         | 無敵BGM                                                                                | 近藤浩治                                               | エンドロール後半で演奏される。 |
| 1.  | Super Mario Bros. Opus          | 6:42 | オデッセイ   | マリオ、世界の旅へ 〜オデッセイ号 初離陸〜                                             | 久保直人                                               | エンドロール後半で演奏される。 |
| 1.  | Super Mario Bros. Opus          | 6:42 | New-Wii      | 砦BGM (原曲: SMB1の砦BGN)                                                              | 永田権太、永松亮、藤井志保 (原曲: 近藤浩治)            | エンドロール後半で演奏される。 |
| 2.  | Press Start                     | 2:38 | SMB1         | 地下BGM                                                                                | 近藤浩治                                               | エンドロール前半で演奏。曲の最後「ミス〜ゲームオーバー〜」は映画ではカットされている。ゲーム音楽以外にファイアーボールの音やクッパボイスなど効果音も組み入れている。 |
| 2.  | Press Start                     | 2:38 | SMB3         | アスレチックBGM                                                                        | 近藤浩治                                               | エンドロール前半で演奏。曲の最後「ミス〜ゲームオーバー〜」は映画ではカットされている。ゲーム音楽以外にファイアーボールの音やクッパボイスなど効果音も組み入れている。 |
| 2.  | Press Start                     | 2:38 | SMB1         | 地上BGM                                                                                | 近藤浩治                                               | エンドロール前半で演奏。曲の最後「ミス〜ゲームオーバー〜」は映画ではカットされている。ゲーム音楽以外にファイアーボールの音やクッパボイスなど効果音も組み入れている。 |
| 2.  | Press Start                     | 2:38 | SMB1         | コースクリア ファンファーレ                                                            | 近藤浩治                                               | エンドロール前半で演奏。曲の最後「ミス〜ゲームオーバー〜」は映画ではカットされている。ゲーム音楽以外にファイアーボールの音やクッパボイスなど効果音も組み入れている。 |
| 2.  | Press Start                     | 2:38 | SMB1         | タイムアップ警告音 〜ワーニング〜                                                      | 近藤浩治                                               | エンドロール前半で演奏。曲の最後「ミス〜ゲームオーバー〜」は映画ではカットされている。ゲーム音楽以外にファイアーボールの音やクッパボイスなど効果音も組み入れている。 |
| 2.  | Press Start                     | 2:38 | SMB1         | 無敵BGM                                                                                | 近藤浩治                                               | エンドロール前半で演奏。曲の最後「ミス〜ゲームオーバー〜」は映画ではカットされている。ゲーム音楽以外にファイアーボールの音やクッパボイスなど効果音も組み入れている。 |
| 2.  | Press Start                     | 2:38 | SMB1         | ミス 〜ゲームオーバー〜                                                                | 近藤浩治                                               | エンドロール前半で演奏。曲の最後「ミス〜ゲームオーバー〜」は映画ではカットされている。ゲーム音楽以外にファイアーボールの音やクッパボイスなど効果音も組み入れている。 |
| 3.  | King of the Koopas              | 3:34 | SMB3         | 飛行船BGM                                                                              | 近藤浩治                                               | 雪の王国にクッパ城が進軍するシーンで演奏。一部が布袋寅泰の「BATTLE WITHOUT HONOR OR HUMANITY」に差し替えられた。                                                     |
| 3.  | King of the Koopas              | 3:34 | SMB1         | 無敵BGM                                                                                | 近藤浩治                                               | 雪の王国にクッパ城が進軍するシーンで演奏。一部が布袋寅泰の「BATTLE WITHOUT HONOR OR HUMANITY」に差し替えられた。                                                     |
| 4.  | Plumbin' Ain't Easy             | 1:17 | 0—           | 0—                                                                                     | 0—                                                     | 映画冒頭のピザ屋「パンチアウト」で演奏される。 |
| 5.  | It's a Dog Eat Plumber World    | 1:16 | SMB3         | 地上BGM                                                                                | 近藤浩治                                               | 兄弟が ブルックリンの夫婦の家で水道修理中に演奏、一部が「ハバネラ」（−オペラ"カルメン"より−） に差し替えられた。                                                     |
| 5.  | It's a Dog Eat Plumber World    | 1:16 | オリガミ     | ヒャクメンハリボテメット                                                               | 磯部文弘、木村嘉明、関川義人、村上聖、森下弘生         | 兄弟が ブルックリンの夫婦の家で水道修理中に演奏、一部が「ハバネラ」（−オペラ"カルメン"より−） に差し替えられた。                                                     |
| 6.  | Saving Brooklyn                 | 1:48 | 0—           | 0—                                                                                     | 0—                                                     | 兄弟が水道管破損で水浸しのブルックリンにいるシーンで演奏される。 |
| 7.  | The Warp Pipe                   | 2:06 | SMB1         | 地下BGM                                                                                | 近藤浩治                                               | 兄弟が下水道を視察する所からパイプで移動する間に演奏される。 |
| 7.  | The Warp Pipe                   | 2:06 | ギャラクシー | 間奏曲 〜Interlude〜 (原曲: SMB1の地下BGM)                                             | 横田真人 (原曲: 近藤浩治)                              | 兄弟が下水道を視察する所からパイプで移動する間に演奏される。 |
| 8.  | Strange New World               | 2:04 | SMB1         | 地上BGM                                                                                | 近藤浩治                                               | マリオが初めてキノコ王国に到着した時に演奏される。 |
| 8.  | Strange New World               | 2:04 | ギャラクシー | キノピオ探検隊                                                                         | 横田真人                                               | マリオが初めてキノコ王国に到着した時に演奏される。 |
| 8.  | Strange New World               | 2:04 | 3Dワールド   | キノピオ隊長のさいしょの冒険 (原曲: ギャラクシーのキノピオ探検隊)                      | 横田真人、近藤浩治、峰岸透、岩田恭明 (原曲: 横田真人)  | マリオが初めてキノコ王国に到着した時に演奏される。 |
| 8.  | Strange New World               | 2:04 | SMB1         | お城BGM                                                                                | 近藤浩治                                               | マリオが初めてキノコ王国に到着した時に演奏される。 |
| 8.  | Strange New World               | 2:04 | M64          | ピーチのお城                                                                           | 近藤浩治                                               | マリオが初めてキノコ王国に到着した時に演奏される。 |
| 9.  | The Darklands                   | 2:21 | ギャラクシー | ダンジョンケイブ                                                                       | 横田真人                                               | ルイージがダークランドに迷い込んでる時に演奏される。 |
| 9.  | The Darklands                   | 2:21 | ルイマン     | メインテーマ                                                                           | 戸高一生                                               | ルイージがダークランドに迷い込んでる時に演奏される。 |
| 9.  | The Darklands                   | 2:21 | SMB3         | 砦BGM                                                                                  | 近藤浩治                                               | ルイージがダークランドに迷い込んでる時に演奏される。 |
| 9.  | The Darklands                   | 2:21 | New-Wii      | お化け屋敷BGM                                                                          | 永田権太、永松亮、藤井志保                             | ルイージがダークランドに迷い込んでる時に演奏される。 |
| 9.  | The Darklands                   | 2:21 | SMB1         | お城BGM                                                                                | 近藤浩治                                               | ルイージがダークランドに迷い込んでる時に演奏される。 |
| 9.  | The Darklands                   | 2:21 | ワールド     | お化け屋敷BGM                                                                          | 近藤浩治                                               | ルイージがダークランドに迷い込んでる時に演奏される。 |
| 10. | Welcome to the Mushroom Kingdom | 2:19 | オデッセイ   | 滝の国 ダイナフォー                                                                    | 久保直人                                               | マリオとキノピオがキノコ王国の街を通りピーチ城に向かうシーンで演奏される。                                                                                           |
| 10. | Welcome to the Mushroom Kingdom | 2:19 | SMB3         | キノピオの家                                                                           | 近藤浩治                                               | マリオとキノピオがキノコ王国の街を通りピーチ城に向かうシーンで演奏される。                                                                                           |
| 10. | Welcome to the Mushroom Kingdom | 2:19 | SMB3         | スロットBGM                                                                            | 近藤浩治                                               | マリオとキノピオがキノコ王国の街を通りピーチ城に向かうシーンで演奏される。                                                                                           |
| 10. | Welcome to the Mushroom Kingdom | 2:19 | SMB1         | 地上BGM                                                                                | 近藤浩治                                               | マリオとキノピオがキノコ王国の街を通りピーチ城に向かうシーンで演奏される。                                                                                           |
| 10. | Welcome to the Mushroom Kingdom | 2:19 | SMB1         | 水中BGM                                                                                | 近藤浩治                                               | マリオとキノピオがキノコ王国の街を通りピーチ城に向かうシーンで演奏される。                                                                                           |
| 10. | Welcome to the Mushroom Kingdom | 2:19 | SMB1         | 1−UP                                                                                   | 近藤浩治                                               | マリオとキノピオがキノコ王国の街を通りピーチ城に向かうシーンで演奏される。                                                                                           |
| 10. | Welcome to the Mushroom Kingdom | 2:19 | M64          | メインテーマ                                                                           | 近藤浩治                                               | マリオとキノピオがキノコ王国の街を通りピーチ城に向かうシーンで演奏される。                                                                                           |
| 10. | Welcome to the Mushroom Kingdom | 2:19 | SMB1         | 地下BGM                                                                                | 近藤浩治                                               | マリオとキノピオがキノコ王国の街を通りピーチ城に向かうシーンで演奏される。                                                                                           |
| 10. | Welcome to the Mushroom Kingdom | 2:19 | ワールド     | MAP2地上BGM                                                                            | 近藤浩治                                               | マリオとキノピオがキノコ王国の街を通りピーチ城に向かうシーンで演奏される。                                                                                           |
| 10. | Welcome to the Mushroom Kingdom | 2:19 | New-Wii      | タイトルテーマ                                                                         | 永松亮                                                 | マリオとキノピオがキノコ王国の街を通りピーチ城に向かうシーンで演奏される。                                                                                           |
| 10. | Welcome to the Mushroom Kingdom | 2:19 | New          | メインテーマ 地上BGM（「♪ワァ！」の部分）                                              | 近藤浩治                                               | マリオとキノピオがキノコ王国の街を通りピーチ城に向かうシーンで演奏される。                                                                                           |
| 10. | Welcome to the Mushroom Kingdom | 2:19 | New          | Pスイッチ                                                                              | 早崎あすか                                             | マリオとキノピオがキノコ王国の街を通りピーチ城に向かうシーンで演奏される。                                                                                           |
| 10. | Welcome to the Mushroom Kingdom | 2:19 | ギャラクシー | 宿敵クッパ大王                                                                         | 横田真人                                               | マリオとキノピオがキノコ王国の街を通りピーチ城に向かうシーンで演奏される。                                                                                           |
| 10. | Welcome to the Mushroom Kingdom | 2:19 | M64          | ピーチのお城                                                                           | 近藤浩治                                               | マリオとキノピオがキノコ王国の街を通りピーチ城に向かうシーンで演奏される。                                                                                           |
| 11. | 2 Player Game                   | 5:08 | SMB1         | 地上BGM                                                                                | 近藤浩治                                               | 映画未使用曲。 |
| 11. | 2 Player Game                   | 5:08 | SMB1         | 地下BGM                                                                                | 近藤浩治                                               | 映画未使用曲。 |
| 12. | The Mushroom Council            | 2:08 | オデッセイ   | 「ペロンツァ広場」ボルボーノ−町                                                        | 藤井志穂                                               | マリオとキノピオがピーチ城の門番兵に出会ってから城内での会議シーンで演奏される。                                                                                     |
| 13. | The Plumber and the Peach       | 1:22 | 0—           | 0—                                                                                     | 0—                                                     | マリオがピーチ姫に初めて出会うシーンで演奏される。 |
| 14. | Platforming Princess            | 1:40 | SMB1         | コースクリア ファンファーレ                                                            | 近藤浩治                                               | ピーチがトレーニングコースでお手本を見せるシーンで演奏される。 |
| 15. | World 1-1                       | 2:35 | ワールド     | お城BGM                                                                                | 近藤浩治                                               | マリオがトレーニング中に演奏、大部分はボニー・タイラーの「ホールディング・アウト・フォー・ア・ヒーロー」に差し替えられた。                                           |
| 15. | World 1-1                       | 2:35 | SMB1         | 地上BGM                                                                                | 近藤浩治                                               | マリオがトレーニング中に演奏、大部分はボニー・タイラーの「ホールディング・アウト・フォー・ア・ヒーロー」に差し替えられた。                                           |
| 15. | World 1-1                       | 2:35 | SMB1         | コースクリア ファンファーレ                                                            | 近藤浩治                                               | マリオがトレーニング中に演奏、大部分はボニー・タイラーの「ホールディング・アウト・フォー・ア・ヒーロー」に差し替えられた。                                           |
| 16. | The Adventure Begins            | 3:05 | SMB1         | コースクリア ファンファーレ                                                            | 近藤浩治                                               | ジャングル王国へ向かうピーチとマリオをキノピオ達が見送るシーンで演奏、終曲部分はルイージの回想シーンに演奏される。                                                   |
| 16. | The Adventure Begins            | 3:05 | M64          | お城BGM                                                                                | 近藤浩治                                               | ジャングル王国へ向かうピーチとマリオをキノピオ達が見送るシーンで演奏、終曲部分はルイージの回想シーンに演奏される。                                                   |
| 16. | The Adventure Begins            | 3:05 | ワールド     | 地上BGM                                                                                | 近藤浩治                                               | ジャングル王国へ向かうピーチとマリオをキノピオ達が見送るシーンで演奏、終曲部分はルイージの回想シーンに演奏される。                                                   |
| 17. | ピーチス                        | 1:36 | 0—           | 0—                                                                                     | 0—                                                     | 歌・作詞: ジャック・ブラック ／ 作曲: アーロン・ホーバ ス , マイケル・イェレニック, Eric Osmond, John Spiker                                                         |
| 18. | Lost and Crowned                | 1:40 | 0—           | 0—                                                                                     | 0—                                                     | ピーチが回想するシーンで演奏される。 |
| 19. | Imprisoned                      | 2:55 | SMB3         | 砦BGM                                                                                  | 近藤浩治                                               | クッパ城に幽閉中のルイージのシーンで演奏される。 |
| 19. | Imprisoned                      | 2:55 | New          | 城BGM                                                                                  | 早崎あすか                                             | クッパ城に幽閉中のルイージのシーンで演奏される。 |
| 19. | Imprisoned                      | 2:55 | SMB1         | 地下BGM                                                                                | 近藤浩治                                               | クッパ城に幽閉中のルイージのシーンで演奏される。 |
| 19. | Imprisoned                      | 2:55 | New-Wii      | 砦BGM                                                                                  | 永田権太、永松亮、藤井志保                             | クッパ城に幽閉中のルイージのシーンで演奏される。 |
| 20. | Courting the Kongs              | 2:01 | SDK          | ジャングルレベル                                                                       | デビッド・ワイズ                                       | マリオ・ピーチ・キノピオ一行がジャングル王国に到着した時に演奏される。                                                                                               |
| 21. | Drivin' Me Bananas              | 1:21 | DKR          | タイトル画面 (原曲: アーケードゲームのドンキーコングのオープニング)                    | 濱野美奈子、田島賢、後田信二、松岡大祐(原曲: 兼岡行男) | 映画未使用曲。ドンキーコングの音楽を参照しており、ジャングル王国で演奏予定だったと考えられる。そのシーンの挿入歌はa-haの「テイク・オン・ミー」。                     |
| 21. | Drivin' Me Bananas              | 1:21 | SDK          | ドンキーコングカントリーマップ                                                         | イーブリン・フィッシャー                               | 映画未使用曲。ドンキーコングの音楽を参照しており、ジャングル王国で演奏予定だったと考えられる。そのシーンの挿入歌はa-haの「テイク・オン・ミー」。                     |
| 21. | Drivin' Me Bananas              | 1:21 | SDK          | ジャングルレベル                                                                       | デビッド・ワイズ                                       | 映画未使用曲。ドンキーコングの音楽を参照しており、ジャングル王国で演奏予定だったと考えられる。そのシーンの挿入歌はa-haの「テイク・オン・ミー」。                     |
| 21. | Drivin' Me Bananas              | 1:21 | SDK          | タイトル画面 クランキーのテーマ (原曲: アーケードゲームのドンキーコングのオープニング) | デビッド・ワイズ (原曲: 兼岡行男)                      | 映画未使用曲。ドンキーコングの音楽を参照しており、ジャングル王国で演奏予定だったと考えられる。そのシーンの挿入歌はa-haの「テイク・オン・ミー」。                     |
| 22. | Rumble in the Jungle            | 4:00 | DK64         | ゴールデンバナナゲット                                                                 | グラント・カークホープ                                 | ドンキーコングスタジアムで、マリオとドンキーコングが戦闘中に演奏される。                                                                                             |
| 22. | Rumble in the Jungle            | 4:00 | SMB1         | 地下BGM                                                                                | 近藤浩治                                               | ドンキーコングスタジアムで、マリオとドンキーコングが戦闘中に演奏される。                                                                                             |
| 23. | Karts!                          | 1:52 | MK8          | セレクト〜メニュー画面〜                                                               | 朝日温子                                               | マリオ達がジャングル王国のカートを紹介されてる時に演奏。曲の一部はAC/DCの「 サンダーストラック」に差し替えられた。                                                   |
| 24. | Practice Makes Perfect          | 1:01 | ギャラクシー | チコ 〜ロゼッタ絵本〜                                                                  | 横田真人                                               | クッパがカメック相手にプロポーズの練習をしてるシーンで演奏される。                                                                                                   |
| 25. | Buckle Up                       | 1:32 | MK1          | オープニング                                                                           | 岡素世                                                 | マリオ達がカートを走らせる最初の区間で演奏される。 |
| 25. | Buckle Up                       | 1:32 | MK1          | レインボーロード                                                                       | 岡素世                                                 | マリオ達がカートを走らせる最初の区間で演奏される。 |
| 26. | Rainbow Road Rage               | 3:32 | New-Wii      | 砦BGM                                                                                  | 永田権太、永松亮、藤井志保                             | マリオ達とクッパ軍団がレインボーロードでカートバトル中に演奏される。                                                                                                 |
| 27. | Blue Shelled                    | 2:27 | マリパ1      | ワリオバトルキャニオン                                                                 | 光田康典                                               | ノコノコ将軍が青いトゲゾーこうらに変身し攻撃する際に演奏される。 |
| 28. | An Indecent Proposal            | 3:25 | New-Wii      | 砦BGM                                                                                  | 永田権太、永松亮、藤井志保                             | クッパがキノコ王国に攻めてきた時に演奏される。 |
| 28. | An Indecent Proposal            | 3:25 | ギャラクシー | ダンジョンケイブ                                                                       | 横田真人                                               | クッパがキノコ王国に攻めてきた時に演奏される。 |
| 28. | An Indecent Proposal            | 3:25 | SMB1         | 地下BGM                                                                                | 近藤浩治                                               | クッパがキノコ王国に攻めてきた時に演奏される。 |
| 28. | An Indecent Proposal            | 3:25 | SMB3         | 飛行船BGM                                                                              | 近藤浩治                                               | クッパがキノコ王国に攻めてきた時に演奏される。 |
| 28. | An Indecent Proposal            | 3:25 | SMB1         | 水中BGM                                                                                | 近藤浩治                                               | クッパがキノコ王国に攻めてきた時に演奏される。 |
| 29. | The Belly of the Beast          | 1:24 | SMB1         | 地上BGM                                                                                | 近藤浩治                                               | マリオとドンキーコングがウツボの体内にいる時に演奏される。 |
| 30. | Fighting Tooth and Veil         | 3:46 | SMB1         | エンディング                                                                           | 近藤浩治                                               | クッパが結婚式を挙げようとしてる間、マリオ達がクッパ軍団と戦闘するシーンで演奏される。                                                                               |
| 30. | Fighting Tooth and Veil         | 3:46 | SMB3         | 飛行船BGM                                                                              | 近藤浩治                                               | クッパが結婚式を挙げようとしてる間、マリオ達がクッパ軍団と戦闘するシーンで演奏される。                                                                               |
| 30. | Fighting Tooth and Veil         | 3:46 | SMB1         | 地上BGM                                                                                | 近藤浩治                                               | クッパが結婚式を挙げようとしてる間、マリオ達がクッパ軍団と戦闘するシーンで演奏される。                                                                               |
| 30. | Fighting Tooth and Veil         | 3:46 | SMB3         | アスレチックBGM                                                                        | 近藤浩治                                               | クッパが結婚式を挙げようとしてる間、マリオ達がクッパ軍団と戦闘するシーンで演奏される。                                                                               |
| 30. | Fighting Tooth and Veil         | 3:46 | ワールド     | アスレチックBGM                                                                        | 近藤浩治                                               | クッパが結婚式を挙げようとしてる間、マリオ達がクッパ軍団と戦闘するシーンで演奏される。                                                                               |
| 30. | Fighting Tooth and Veil         | 3:46 | ドクマリ     | Chill                                                                                  | 田中宏和                                               | クッパが結婚式を挙げようとしてる間、マリオ達がクッパ軍団と戦闘するシーンで演奏される。                                                                               |
| 30. | Fighting Tooth and Veil         | 3:46 | SMB1         | お城BGM                                                                                | 近藤浩治                                               | クッパが結婚式を挙げようとしてる間、マリオ達がクッパ軍団と戦闘するシーンで演奏される。                                                                               |
| 30. | Fighting Tooth and Veil         | 3:46 | New-Wii      | 砦BGM                                                                                  | 永田権太、永松亮、藤井志保                             | クッパが結婚式を挙げようとしてる間、マリオ達がクッパ軍団と戦闘するシーンで演奏される。                                                                               |
| 30. | Fighting Tooth and Veil         | 3:46 | SMB1         | 1-UP                                                                                   | 近藤浩治                                               | クッパが結婚式を挙げようとしてる間、マリオ達がクッパ軍団と戦闘するシーンで演奏される。                                                                               |
| 30. | Fighting Tooth and Veil         | 3:46 | SMB1         | コースクリア ファンファーレ                                                            | 近藤浩治                                               | クッパが結婚式を挙げようとしてる間、マリオ達がクッパ軍団と戦闘するシーンで演奏される。                                                                               |
| 30. | Fighting Tooth and Veil         | 3:46 | SDK          | ドンキーコングカントリーマップ                                                         | イーブリン・フィッシャー                               | クッパが結婚式を挙げようとしてる間、マリオ達がクッパ軍団と戦闘するシーンで演奏される。                                                                               |
| 31. | Tactical Tanooki                | 2:23 | SMB1         | 地下BGM                                                                                | 近藤浩治                                               | タヌキマリオがピーチ城から キラーを誘導してるシーンで演奏される。 |
| 32. | Mario Brothers Rap              | 0:59 | SMB1         | 地上BGM                                                                                | 近藤浩治                                               | 編曲・歌唱: Ali Dee ／ 編曲協力: Anthony Mirabella ／ 作詞・作曲: ハイム・サバン , シュキ・レヴィ                                                                    |
| 33. | Grapple in the Big Apple        | 3:41 | New-Wii      | 砦BGM                                                                                  | 永田権太、永松亮、藤井志保                             | マリオ達がブルックリンでクッパ軍団と戦う時に演奏される。 |
| 33. | Grapple in the Big Apple        | 3:41 | SMB1         | 地上BGM                                                                                | 近藤浩治                                               | マリオ達がブルックリンでクッパ軍団と戦う時に演奏される。 |
| 34. | Superstars                      | 1:40 | SMB1         | 無敵BGM                                                                                | 近藤浩治                                               | ブルックリンでクッパ軍団と戦うマリオ達が、スターの力で無敵になる際に演奏される。                                                                                     |
| 34. | Superstars                      | 1:40 | SMB1         | エンディング                                                                           | 近藤浩治                                               | ブルックリンでクッパ軍団と戦うマリオ達が、スターの力で無敵になる際に演奏される。                                                                                     |
| 34. | Superstars                      | 1:40 | SMB3         | 花火ファンファーレ                                                                     | 近藤浩治                                               | ブルックリンでクッパ軍団と戦うマリオ達が、スターの力で無敵になる際に演奏される。                                                                                     |
| 34. | Superstars                      | 1:40 | SMB1         | 地上BGM                                                                                | 近藤浩治                                               | ブルックリンでクッパ軍団と戦うマリオ達が、スターの力で無敵になる際に演奏される。                                                                                     |
| 35. | The Super Mario Brothers        | 1:28 | 0—           | 0—                                                                                     | 0—                                                     | マリオ達がクッパを負かし平和になったシーンで演奏される。 |
| 36. | Bonus Level                     | 1:02 | SMB1         | 地上BGM                                                                                | 近藤浩治                                               | 曲の冒頭だけエンドロール後の下水道跡のシーンで演奏される。その後演奏されたのはエレクトリック・ライト・オーケストラの「ミスター・ブルー・スカイ 」。                  |
| 36. | Bonus Level                     | 1:02 | MRPG         | Hell, Happy Kingdom                                                                    | 下村陽子                                               | 曲の冒頭だけエンドロール後の下水道跡のシーンで演奏される。その後演奏されたのはエレクトリック・ライト・オーケストラの「ミスター・ブルー・スカイ 」。                  |
| 37. | Level Complete                  | 2:33 | SMB1         | 地上BGM                                                                                | 近藤浩治                                               | エンドロールで演奏される。 |
| 37. | Level Complete                  | 2:33 | SMB1         | 地下BGM                                                                                | 近藤浩治                                               | エンドロールで演奏される。 |
| 37. | Level Complete                  | 2:33 | ギャラクシー | キノピオ探検隊                                                                         | 横田真人                                               | エンドロールで演奏される。 |
| 37. | Level Complete                  | 2:33 | USA          | 地上BGM                                                                                | 近藤浩治                                               | エンドロールで演奏される。 |
| 37. | Level Complete                  | 2:33 | SMB3         | 敵バトル                                                                               | 近藤浩治                                               | エンドロールで演奏される。 |
| 37. | Level Complete                  | 2:33 | SMB1         | コースクリア ファンファーレ                                                            | 近藤浩治                                               | エンドロールで演奏される。 |
| 37. | Level Complete                  | 2:33 | SMB1         | 水中BGM                                                                                | 近藤浩治                                               | エンドロールで演奏される。 |
| 37. | Level Complete                  | 2:33 | ワールド     | お城BGM                                                                                | 近藤浩治                                               | エンドロールで演奏される。 |
| 37. | Level Complete                  | 2:33 | ギャラクシー | ウィンドガーデン                                                                       | 横田真人                                               | エンドロールで演奏される。 |

## 未収録楽曲・その他
以下は映画内で使われたが、サウンドトラックに未収録の楽曲一覧。0色付きの行0は任天堂が著作権を所有。
| 曲名                                                                  | リリース | アーティスト | 備考 |
| --------------------------------------------------------------------- | -------- | --- | --- |
| BATTLE WITHOUT HONOR OR HUMANITY （新・仁義なき戦いのテーマ）         | 2000年   | 布袋寅泰 | |
| ノー・スリープ・ティル・ブルックリン (No Sleep till Brooklyn)         | 1986年   | ビースティー・ボーイズ (Beastie Boys) | |
| ハバネラ (Habanera) −オペラ『カルメン』より−                          |          | メゾソプラノ: アニタ・ラチヴェリシュヴィリ (Anita Rachvelishvili) ／ 指揮: ジャコモ・サグリパンティ (Giacomo Sagripanti) ／ 演奏: RAI国立交響楽団 | 作曲: ジョルジュ・ビゼー (Georges Bizet) ／ 台本: アンリ・メイヤック、リュドヴィク・アレヴィ                 |
| Attack! Fury Bowser                                                   | 2021年   | | 作曲: 松岡大祐、James Phillipsen ゲーム: スーパーマリオ 3Dワールド + フューリーワールドより                  |
| ホールディング・アウト・フォー・ア・ヒーロー (Holding Out for a Hero) | 1984年   | ボニー・タイラー (Bonnie Tyler) | |
| テイク・オン・ミー (Take On Me)                                       | 1984年   | a-ha | |
| モンキーラップ (DK rap)                                               | 1999年   | | グラント・カークホープ(Grant Kirkhope)、ジョージ・アンドレアス (George Andreas) ゲーム: ドンキーコング64より |
| サンダーストラック (Thunderstruck)                                    | 1979年   | AC/DC | |
| 結婚行進曲 (Wedding March)                                            |          | | 作曲: フェリックス・メンデルスゾーン(Felix Mendelssohn)                                                      |
| ミスター・ブルー・スカイ (Mr. Blue Sky)                               | 1978年   | エレクトリック・ライト・オーケストラ (Electric Light Orchestra)                                                                                   | |

### その他
- 映画のトレイラー専用のインストゥルメンタルは、劇場の予告編用の音楽やテレビ音楽を専門とする作曲チームBlack Hydraによって作成された。近藤による『スーパーマリオブラザーズのテーマ（英語版）』をベースにオーケストレーションでアレンジされた楽曲は『Super Mushroom』と名付けられ2022年11月30日にYouTubeで公開された[97]。
- 劇中でマリオとピーチがジャングル王国に向かう際、キノピオが歌いながら追いかけてくるシーンがあるが、その歌は英語版でキノピオの声優を務めたキーガン＝マイケル・キーが即興で作った歌である[98]。日本語版ではキノピオの声優関智一[99]が歌っている。